# گذرگاه مرزی کیله

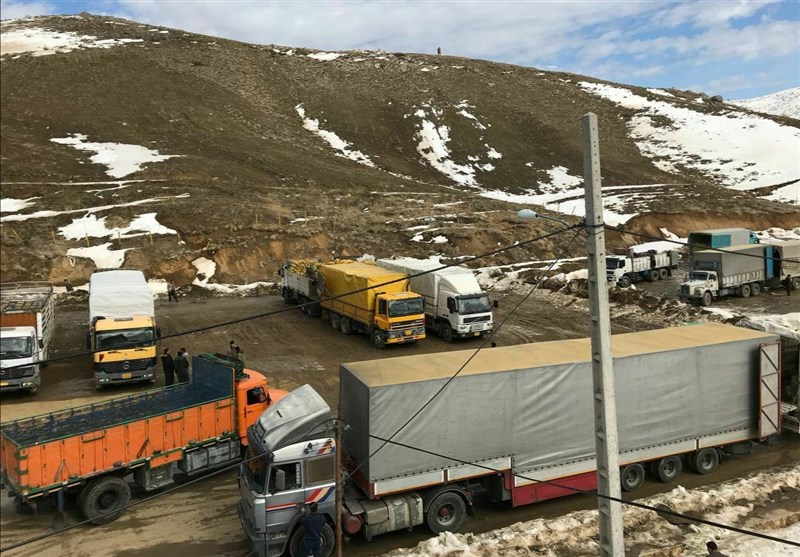
گذرگاه مرزی کیله.

مرز کیله یک گذرگاه مرزی در شهرستان سردشت است که از طرق آن می‌توان به شهر قلعه دیزه در اقلیم کردستان عراق رسید. این مرز و گمرک آن در ۱۰ کیلومتری شهر سردشت، و ۲۰ کیلومتری شهر قلعه دیزه در کشور عراق قرار دارد. مرز کیله جنوبی‌ترین پایانه مرزی در استان آذربایجان غربی است. در حال حاضر تردد با خودروی شخصی از این مرز میسر نبوده و اگر فردی از سردشت بخواهد با خودروی شخصی اش به شهری مانند قلعه دیزه برود باید از گذرگاه مرزی تمرچین پیرانشهر تردد داشته باشد.

## تبدیل شدن به مرز رسمی
فعالیت گمرک بازارچهٔ مرزی کیله در شهرستان سردشت از سال ۱۳۸۲ و با هدف سرعت‌بخشی به صادرات کالا از ایران به کردستان عراق و دستیابی به بازار این منطقه آغاز شد. در اسفند ۱۳۹۵ قربانعلی سعادت استاندار آذربایجان غربی اعلام کرد که در دیدارهایی که با استاندار سلیمانیه و وزیر اقتصاد اقلیم کردستان عراق صورت گرفته، تصمیم گرفته شده که بازارچهٔ مرزی کیله به مرز رسمی ارتقاء بیابد. وی اظهار کرد که قرارگاه رمضان سپاه پاسداران انقلاب اسلامی تبدیل این بازارچه به مرز رسمی را بررسی کرده‌است.
در مرداد ۱۳۹۷ حسن دانایی‌فر مشاور معاون ریاست جمهوری و دبیر ستاد توسعه روابط اقتصادی ایران با عراق و سوریه در شهرستان سردشت حضور پیدا کرد و در دیدار با مقامات استانی از برنامهٔ دولت برای تقویت این مرز سخن گفت. این در حالی بود که در چهار ماههٔ اول سال ۱۳۹۷ میزان صادرات از مرز کیله نسبت به مدت مشابه در سال گذشته ۲۲۱ درصد رشد کرده‌بود.
از مرداد ۱۳۹۸ مرز کیله با ابلاغ هیئت وزیران دولت جمهوری اسلامی به عنوان گذرگاه مرزی رسمی میان ایران و کردستان عراق شناخته شد.
برای ایجاد این مرز، معابر قاسم‌رش که برای کولبری مورد استفاده قرار می‌گیرد، و بازارچه کیله با هم ادغام شدند.